# Calappa quadrimaculata
Calappa quadrimaculata is een krabbensoort uit de familie van de Calappidae. De wetenschappelijke naam van de soort is voor het eerst geldig gepubliceerd in 1990 door Takeda & Shikatani.